# Elly-Heuss-Knapp-Schule (Darmstadt)
Die Elly-Heuss-Knapp-Schule (EHKS) ist eine Grundschule mit Modellcharakter in Darmstadt. Die Schule wurde nach der Politikerin Elly Heuss-Knapp benannt.

## Architektur und Geschichte
Die zweigeschossigen Schulgebäude mit Satteldach wurden 1954 und 1955 im Stil der Nachkriegsmoderne errichtet. Die einzelnen Gebäude sind durch überdachte Gänge miteinander verbunden. Zwischen den Schulgebäuden befinden sich die Schulhöfe.
Der erste Bauabschnitt wurde im Jahr 1954 fertiggestellt; der zweite im Jahr 1955. Ein dritter Bauabschnitt folgte im Jahr 1962.
Die Elly-Heuss-Knapp-Schule steht seit dem Jahr 2015 als typisches Beispiel der Architektur der 1950er und 1960er Jahre in Darmstadt unter Denkmalschutz.

## Besonderheiten
Die Elly-Heuss-Knapp-Schule weist folgende Besonderheiten auf:
- Naturverbundene Schule
- Gewaltprävention durch bewegungsanregende Schulhöfe
- Verlässliche Anwesenheiten für Schüler
- Betreuung vor und nach dem Regelunterricht
- Lesende Schule
- Computer im Unterricht
- Stärkung der Naturwissenschaften (Forscherwerkstatt)
- Kooperation mit Gemeinde, Vereinen und Verbänden

## Missbrauchsfälle
Im September 2016 veröffentlichte eine vom Hessischen Kultusministerium beauftragte unabhängige Kommission ein Gutachten, in dem der Umgang mit lang zurückliegenden Missbrauchsfällen durch einen pädokriminellen Lehrer an der Schule bewertet wurde. Betroffen waren mindestens 35 Schüler. Die Kommission, der unter anderem Brigitte Tilmann angehörte, stellt fest, dass es im Umgang mit Hinweisen auf die zwischen 1961 und 1994 durch einen Lehrer begangenen sexuellen Übergriffe auf Schüler zu einem Versagen „seitens der damaligen Lehrkräfte, der Schulleitung und der Schulverwaltung“ gekommen sei.
Den Opfern, deren Leid nur zum Teil gerichtlich aufgearbeitet wurde, sprach die Hessische Landesregierung unter Anerkennung einer „institutionellen und moralischen Schuld“ eine finanzielle Entschädigung in Höhe von je 10.000 € zu.